# Opći sud (EU)
Opći sud (engleski: General Court ) je sud unutar Suda Europske unije, osnovan 1989. godine pod nazivom Sud prvog stupnja. Uspostava tog Suda predviđena je i omogućena izmjenama teksta Rimskih ugovora koje su uslijedile nakon usvajanja Jedinstvenog europskog akta (stupio na snagu 1987.). Lisabonski ugovor je Sud prvog stupnja preimenovao u Opći sud.  
Glavna je svrha uspostave novog Suda bila rasteretiti rad Europskog suda pravde, te je stoga zamišljeno da se na novi Sud prenesu ovlasti da u prvom stupnju odlučuje u onim predmetima koji se temelje na kompleksnoj činjeničnoj situaciji. Danas je taj Sud u prvom stupnju nadležan odlučivati u svim postupcima koje pokreću pojedinci. 
Prvostupanjski sud čini, prema Ugovoru iz Nice, barem jedan sudac iz svake države članice (danas je najmanji broj sudaca 27). Broj sudaca se može povećat. 
Sud prvog stupnja sudi u plenumu ili u sudskim vijećima. 
Organizacija Suda, kao i postupak pred njime, uređeni su Statutom Suda koji je sadržan u Protokolu uz Osnivački ugovor i njegov je sastavni dio, te u Pravilima postupka Suda prvog stupnja. 

## Poveznice
- Institucije Europske unije
- Sud Europske unije